# Sadhu Sundar Singh
Sadhu Sundar Singh (Punjabi: ਸਾਧੂ ਸੁੰਦਰ ਸਿੰਘ, Urdu: سادھُو سُندر سنگھ; Hindi: साधु सुन्दर सिंह) (3 de Setembro de 1889, nascido no estado de Punjabe no vilarejo Rampur da cidade de Patiala, Índia) foi um missionário cristão indiano. Acredita-se que tenha morrido no sopé do Himalaia em 1929.

## Biografia
Em 3 de Setembro de 1889, Sundar Singh nasceu em Rampur, em uma região chamada de Patiala ao norte da Índia. Ele foi criado entre uma família rica. Como um Sikh, Sundar foi educado sobre os ensinamentos do hinduísmo e vivendo junto com seus pais em templos hindus. Aos sete anos de idade ele já havia memorizado o Bhagavad-Gita, as canções de pessoas felizes, que é um longo e intrigante verso contendo lições de vida.
Aos dezesseis anos, não só ele tinha dominado os Vedas, os livros sagrados do hinduísmo antigo, mas como também já havia lido o Alcorão, o livro sagrado do Islã. Ele, então, conheceu alguns sadhus onde lhe ensinaram o yoga. O sadhu é um hindu onde dedica toda a sua vida à sua religião e abandona todos os prazeres mundanos.
Sundar permaneceu solteiro e desempregado durante toda sua vida. Ele viajou por toda a Índia vestindo um roupão amarelo sem comida e sem qualquer residência permanente. Ele viveu somente da caridade de outras pessoas.
Tendo se tornado um cristão, ele foi rejeitado pelo seu pai e condenado ao ostracismo por sua família. Em 16 de outubro de 1905, Sundar vestindo um manto amarelo, descalço como também sem aprovisionamentos, retomou sua vida perambulante de aldeia em aldeia, mas desta vez, seguiu os passos de Jesus. Sundar Singh a princípio opunha-se fortemente ao cristianismo. Certa vez rasgou uma Bíblia em público e a queimou. Um dia, acordou às três da manhã e orou pedindo que, se Deus existisse, ele se revelasse e lhe mostrasse o caminho da salvação. Se a oração não fosse respondida, Sundar Singh estava decidido a deitar-se sobre os trilhos e morrer sob as rodas do trem. Ele orou e aguardou, esperando ver qualquer divindade. Em vez disso, ele viu uma luz brilhando em seu quarto, provavelmente o próprio Cristo. A partir daquele momento, Sundar Singh se tornou uma nova pessoa. Tomado pela paixão de proclamar a mensagem de Cristo, adotou uma vida simples de um religioso indiano. Mais tarde a influência de seus escritos tocaram cristãos em várias partes do mundo. Ele pregou em Londres, Paris, Alemanha, Estados Unidos e Australia.  Em 1906, ele foi ao Tibet, pela primeira vez em sua vida. Esse país o atraiu, principalmente por causa da grande resistência contra o evangelismo.
Sundar visitava o Tibet a cada verão. Em 1929, ele visitou o país novamente e nunca mais foi visto desde então. Sundar manifesta em sua vida o versículo escrito em Marcos 8:35 que diz: "Pois quem quiser salvar a sua vida vai perdê-la, mas quem perder a vida para mim e para o Evangelho vai salvá-la."